# San Gimignanello
San Gimignanello (già San Gemignanello alle Serre) è una frazione del comune italiano di Rapolano Terme, nella provincia di Siena, in Toscana.

## Storia
Il borgo nacque in epoca alto-medievale, ricordato in un documento del 1022 come San Gemignano, e fu proprietà della famiglia Baroti. Successivamente passò ai conti di Asciano per poi finire sotto il controllo di Siena nel 1212.
Il castello di San Gimignanello fu attaccato e danneggiato dai fiorentini nel 1234 e poi ceduto da Carlo I d'Angiò al senese Giacomo Gallerani, insieme ai feudi di Asciano e Rigomagno, nel 1268. Nel 1271, il Congilio generale della Repubblica di Siena, dispose a San Gemignanello la presenza di un giusdicente, che doveva risiedere nel castello.
In epoca moderna, il castello divenne proprietà della famiglia Sansedoni.

## Monumenti e luoghi d'interesse
- Chiesa dei Santi Fabiano e Sebastiano
- Castello di San Gimignanello